# Kyushu K10W
Kyushu K10W — учебный самолёт Императорского флота Японии периода Второй мировой войны. Всего было построено 176 самолётов.

## История создания
К середине 1930-х годов авиация Императорского флота Японии нуждалась в современный моноплане для подготовки пилотов на заключительном этапе обучения. Проблему решили закупкой подходящей машины за рубежом, фирмой Mitsubishi были приобретены 2 самолёта North American NA-16. Испытания самолётов прошли успешно и через посредников была приобретена лицензия на производство машин в Японии. Командованием ВВС флота было сформулировано техническое задание 14-Си, согласно которому в конструкцию самолёта были внесены некоторые изменения, чтобы приспособить его под особенности японской авиапромышленности. В частности, на самолёт планировалось установить двигатель Nakajima Kotobuki 2 KAI мощностью 600 л. с.
Изготовление самолёта было поручено фирме Watanabe («будущая „Kyushu“»). Первый прототип был готов в апреле 1941 года. После испытаний самолёт был запущен в серийное производство под названием Переходной учебный самолёт флота Тип 3 Модель 11 (или K10W1).
До ноября 1942 года было произведено 26 самолётов, после чего производство было передано фирме Nippon Hikoki K. K., которая с февраля 1943 года по март 1944 года изготовила ещё 150 самолётов. Изготовить больше машин не позволяли ограниченные производственные мощности фирмы. Поскольку такое небольшое количество самолётов не могла удовлетворить потребности флота, для подготовки пилотов использовались самолёты, которые выводились из боевых частей, например, А5М4-К.

## Технические характеристики
Технические характеристики
- Экипаж: 2
- Длина: 8,83 м
- Размах крыла: 12,36 м
- Высота: 2,84 м
- Масса пустого: 1 475 кг
- Нормальная взлётная масса: 2 033 кг
- Максимальная взлётная масса: 2 093 кг
- Силовая установка: 1 ×  1 ПД Nakajima Kotobuki 2 KAI
- Мощность двигателей: 1 × 1 х 515 л.с.
  - Взлётная: 1x 600 л. с.
  - Полётная: 1x 460 л. с.[1] (1 × 384 кВт)
- Воздушный винт: деревянный, двухлопастный

Лётные характеристики
- Максимальная скорость: 280 км/ч
- Крейсерская скорость: 220 км/ч
- Практическая дальность: 1 060 км
- Практический потолок: 7 300 м
- Скороподъёмность: (5 000 м за 17 мин 30 сек)
- Нагрузка на крыло: 91,6 кг/м²

Вооружение
- Стрелково-пушечное:  
  - 1 × 7,7-мм пулемёт пулемёт Тип 97[англ.]
- Бомбы: 4 × учебные малого калибра

## Эксплуатанты
Япония
- ВВС Императорского флота Японии